# Exocelina bewani
Exocelina bewani  (лат.) — вид жуков-плавунцов рода Exocelina (Copelatinae, Dytiscidae). Видовое название дано по месту обнаружения типовой серии (горы Bewani Mountains).

## Распространение
Остров Новая Гвинея: Папуа — Новая Гвинея (Papua New Guinea: Sandaun Province, Bewani Mts, approximately 03°05.13'S, 141°10.23'E., на высоте 400 м).

## Описание
Мелкие водные жуки красновато-коричневого цвета (ноги светлее), длина тела около 3 мм (от 3,05 до 3,55 мм), округло-овальной вытянутой формы тела; матовые. Усики 11-члениковые. У самцов пятый протарзомер длинный и узкий с передним рядом из 21 и задний ряд из 4 сравнительно коротких щетинок. Пронотум короткий, надкрылья без бороздок. Крылья хорошо развиты. Связаны с водой. Вид был впервые описан в 2018 году австрийским колеоптерологом Еленой Владимировной Шавердо (Helena Vladimirovna Shaverdo; Naturhistorisches Museum Wien, Вена, Австрия) и немецким энтомологом М. Балком (Michael Balke; Zoologische Staatssammlung München, Мюнхен Германия). Включён в состав видовой группы Exocelina casuarina-group. Видовое название дано по месту обнаружения типовой серии.